# Nicco Montaño
Nicco Montaño (Lukachukai, 16 de dezembro de 1988) é uma lutadora de artes marciais mistas estadunidense descendente de índios Navajos, que atualmente compete na categoria peso-mosca-feminino do Ultimate Fighting Championship.

## Background
Montaño começou a treinar boxe ainda jovem. Depois, partiu para o jiu-jitsu, e fez a transição para o MMA em 2013.

## Carreira no MMA
Depois da carreira amadora, na qual produziu um cartel de 5-0, Montaño fez sua estreia profissional no MMA em novembro de 2015. Composta principalmente pelo King of the Cage, onde ganhou o Cinturão Peso-Mosca-Feminino do KOTC, Montaño compilou um cartel de 3-2, antes de se juntar ao elenco do The Ultimate Fighter 26, em meados de 2017.

### The Ultimate Fighter
Em agosto de 2017, foi anunciado que Montaño fora uma das lutadoras selecionadas para participar do The Ultimate Fighter: A New World Champion.
Em sua primeira luta no reality show, Montaño enfrentou a veterana do UFC, Lauren Murphy. Ela ganhou a luta por decisão unânime após dois rounds.
Nas quartas de final, Montaño enfrentou Montana Stewart. Ela ganhou a luta por decisão unânime após dois rounds.
Nas semifinais, Montaño enfrentou a ex-Campeã Peso Mosca do Invicta FC, Barb Honchak. Ela ganhou a luta por decisão unânime após três rounds.

### Ultimate Fighting Championship
Montaño lutou pelo Cinturão Peso-Mosca-Feminino Inaugural do UFC, no The Ultimate Fighter 26 Finale, em 1 de dezembro de 2017.. E se sagrou campeã após derrotar  Roxanne Modafferi por decisão unanime

## Cartel no MMA
| Cartel no MMA |            |            |
| 7 lutas       | 4 vitórias | 3 derrotas |
| Por nocaute   | 2          | 0          |
| Por decisão   | 2          | 3          |

| Res.    | Cartel | Oponente          | Método                  | Evento                                            | Data       | Round | Tempo | Local                   | Notas |
| ------- | ------ | ----------------- | ----------------------- | ------------------------------------------------- | ---------- | ----- | ----- | ----------------------- | --- |
| Derrota | 4-3    | Julianna Peña     | Decisão (unânime)       | UFC Fight Night: de Randamie vs. Ladd             | 13/07/2019 | 3     | 5:00  | Sacramento, Califórnia  | |
| Vitória | 4-2    | Roxanne Modafferi | Decisão (unânime)       | The Ultimate Fighter: A New World Champion Finale | 01/12/2017 | 5     | 5:00  | Las Vegas, Nevada       | Estreia no UFC; Venceu o TUF 26; Ganhou o Cinturão Inaugural Peso Mosca Feminino do UFC; Luta da Noite; Mais tarde foi-lhe retirado o cinturão devido a lesões. |
| Derrota | 3-2    | Julia Avila       | Decisão (unânime)       | HD MMA 7: Avila vs. Montaño                       | 07/01/2017 | 5     | 5:00  | Oklahoma City, Oklahoma | Pelo Cinturão Peso-Galo-Feminino do HD MMA. |
| Vitória | 3-1    | Jamie Milanowski  | Nocaute Técnico (socos) | KOTC: Social Disorder                             | 08/10/2016 | 4     | 4:34  | Sloan, Iowa             | Ganhou o Cinturão Peso-Mosca-Feminino do KOTC. |
| Vitória | 2-1    | Shana Dobson      | Decisão (unânime)       | KOTC: Will Power                                  | 13/08/2016 | 3     | 5:00  | Albuquerque, New Mexico | Estreia no peso-mosca. |
| Derrota | 1-1    | Pam Sorenson      | Decisão (dividida)      | KOTC: Frozen War                                  | 20/02/2016 | 3     | 5:00  | Walker, Minnesota       | |
| Vitória | 1-0    | Stacey Sigala     | Nocaute Técnico (socos) | KOTC: Evolution                                   | 20/11/2015 | 1     | 4:15  | Albuquerque, New Mexico | Estreia no peso-galo. |

### Cartel noTUF 26
| Res.    | Cartel | Oponente        | Método            | Evento                                     | Data                  | Round | Tempo | Local             | Notas            |
| ------- | ------ | --------------- | ----------------- | ------------------------------------------ | --------------------- | ----- | ----- | ----------------- | ---------------- |
| Vitória | 3-0    | Barb Honchak    | Decisão (unânime) | The Ultimate Fighter: A New World Champion | 22/11/2017 (exibição) | 3     | 5:00  | Las Vegas, Nevada | Semifinal        |
| Vitória | 2-0    | Montana Stewart | Decisão (unânime) | The Ultimate Fighter: A New World Champion | 15/11/2017 (exibição) | 2     | 5:00  | Las Vegas, Nevada | Quartas de Final |
| Vitória | 1-0    | Lauren Murphy   | Decisão (unânime) | The Ultimate Fighter: A New World Champion | 20/09/2017 (exibição) | 2     | 5:00  | Las Vegas, Nevada | Luta Preliminar  |